# Amantis vitalisi
Amantis vitalisi là một loài bọ ngựa đặc hữu của Việt Nam.